# Stroud (distrito)
Stroud é um distrito de administração local em Gloucestershire, Inglaterra. O seu nome tem origem na sua maior cidade, Stroud, e a sua sede situa-se em Ebley Mill, na zona de Ebley nos arredores da cidade. 
É um distrito misto e consiste de parte de Cotswolds e Vale of Berkeley, uma zona no plano e fértil vale do rio Severn. A cidade de Stroud é uma das maiores na região. A região mais a sul do distrito tem por base as cidades-mercado, destacando-se Dursley e Wotton-under-Edge. Foi criado em 1 de Abril de 1974, sob a Lei do Governo Local de 1972, pela fusão dos distritos urbanos de Nailsworth e Stroud, Distrito Rural de Dursley, Distrito Rural de Stroud Rural, e partes do Distrito Rural de Gloucester, Distrito Rural de Sodbury e Distrito Rural de Thornbury.
A região possui locais arqueológicos importantes da Idade do Ferro e da Roma Antiga, assim como sepulturas datadas do período Neolítico. Muito da sua economia teve por base a indústria têxtil durante a Era Vitoriana, e os seus muitos moinhos, alguns deles agora protegidos, são um testemunho desse período.
Muita da geografia desta zona é designada como Area of Outstanding Natural Beauty.

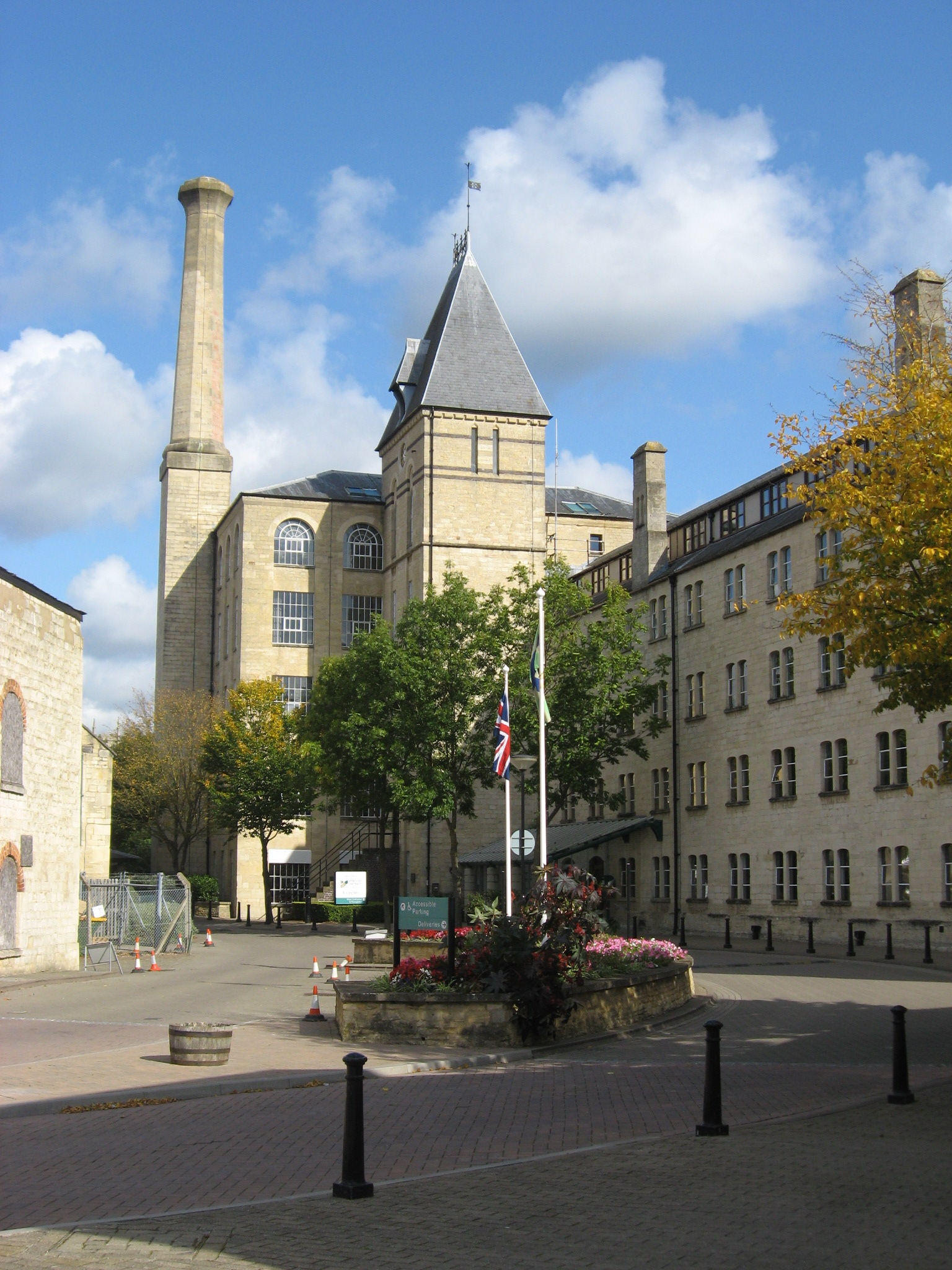
Ebley Mill. Sede do Conselho Distrital de Stroud

## Paróquias e localidades
- Alderley, Alkington, Arlingham
- Berkeley, Bisley with Lypiatt, Brookthorpe with Whaddon
- Cainscross, Cam, Chalford, Coaley, Cranham
- Dursley
- Eastington, Elmore
- Frampton on Severn, Fretherne with Saul, Frocester
- Ham and Stone, Hamfallow, Hardwicke, Harescombe, Haresfield, Hillesley and Tresham, Hinton, Horsley
- King's Stanley, Kingswood
- Leonard Stanley, Longney and Epney
- Minchinhampton, Miserden, Moreton Valence
- Nailsworth, North Nibley, Nympsfield
- Owlpen
- Painswick, Pitchcombe
- Randwick, Rodborough
- Slimbridge, Standish, Stinchcombe, Stonehouse, Stroud
- Thrupp
- Uley, Upton St Leonards
- Whiteshill and Ruscombe, Whitminster, Woodchester, Wotton-under-Edge